# Viasat Nature
Viasat Nature este un canal întemeiat de Modern Time Group care difuzează documentare despre natură și despre animale de companie. Documentarele sunt deținute de BBC.